# Жуковський Павло Васильович
Павло Васильович Жуковський (1845—1912) — російський художник, ініціатор створення Бельовського краєзнавчого музею, був членом-засновником по влаштуванню Російського музею в Петербурзі, брав участь у розробці проєкту будівлі Музею образотворчих мистецтв у Москві.

## Життєпис
Народитися 1 січня (13 січня за новим стилем) 1845 року в родині російського поета Василя Жуковського.
У сім років хлопчик залишився без батька. Незабаром померла і його мати Єлизавета Євграфівна Рейтерн — дочка художника Герхарда фон Рейтерна.
Закінчив гімназію в Петербург. Потім жив у Москві, але більшу частину життя провів за кордоном (Італія, Франція, Німеччина), де самостійно вивчав живопис і архітектуру. Спеціальної художньої освіти Павло Васильович не отримав.
Павло Жуковський був членом Московського Товариства любителів мистецтв (1869—1896), Товариства заохочення мистецтв (1870), Товариства художників історичного живопису (1896), був членом Паризького гуртка російських художників, куди входили Олексій Боголюбов, Костянтин Маковський, Василь Полєнов, Ілля Рєпін, Костянтин Савицький.
Академія мистецтв присвоїла йому в 1869 році звання «Почесного вільного спільника», а в 1893 році він був обраний дійсним членом Академії мистецтв.
Павло Жуковський був знайомий з Ріхардом Вагнером і розробив ескізи декорацій і костюмів для першої постановки його опери «Парсіфаль» в Байройтському театрі (Баварія).
У 1903 році Павло Жуковський взяв участь у 1-й Тульській виставці картин місцевих художників. У 1910 році він відвідав місто Бельов і село Мішенське, де народився його батько. За його ініціативою 1 вересня 1910 року було відкрито Бельовський земський науково-освітній і художній музей. Цьому музею він подарував 33 картини, які раніше зберігалися в Російському музеї в Петербурзі.
Помер 26 серпня 1912 року у Веймарі.
Після смерті, в 1912 році, ім'я Павла Жуковського було присвоєно Бельовському музею.

## Творчість
Серед його художніх творів Бельов картини на релігійні та міфологічні теми, портрети, пейзажі, офорти та малюнки. Одна з його робіт «Богоматір з тілом Спасителя» експонувалася на Всесвітній виставці в Парижі в 1878 році. Картини та портрети Павла Жуковського зберігаються в Державному Російському музеї, в Центральному Військово-Морському музеї, в музеї Академії мистецтв і в низці інших. Один з його малюнків зберігається в музеї-садибі В. Д. Полєнова.

### Пам'ятник Олександру II

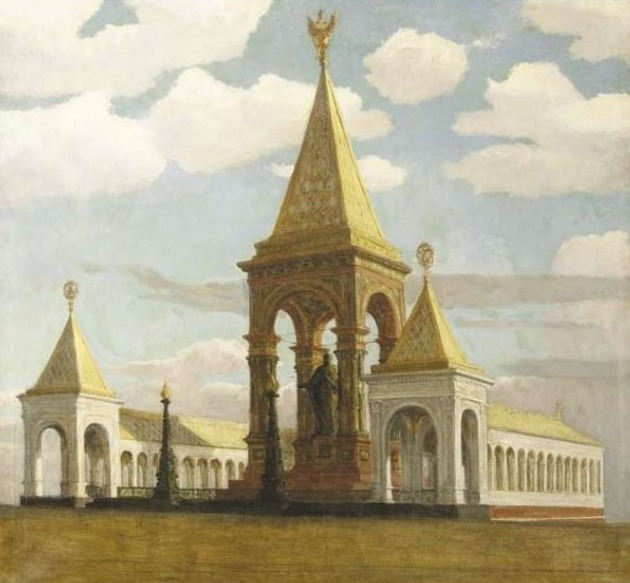
Проєкт пам'ятника Олександру II в Московському Кремлі, 1890 рік

Вісім років (1889—1897) Жуковський працював над проєктом пам'ятника Олександру II для Московського кремля. Весною 1918 року скульптурна фігура царя був скинута з монумента; повністю пам'ятник був демонтований в 1928 році.